# Fiona Gélin
Pour les articles homonymes, voir Fiona et Gélin.
Fiona Gélin est une actrice française, née le 22 mai 1962 à Boulogne-Billancourt.
Sa carrière a débuté au cinéma dans les années 1980, s’est poursuivie à la télévision dans les années 1990 et le début des années 2000, pour s’intensifier au théâtre ensuite.
Elle est la fille de l’acteur de cinéma et télévision Daniel Gélin.

## Biographie

### Origines et jeunesse
Bénédicte Fiona Inès Gélin naît en 1962 de Daniel Gélin, acteur très en vue des années 1940 à 1960, et de Sylvie Hirsch, mannequin et égérie de Christian Dior dans les années 1950. Elle est la demi-sœur de Xavier Gélin et Maria Schneider, la sœur de Manuel Gélin et la tante de Hugo Gélin (fils de son demi-frère Xavier).
Elle connaît une jeunesse difficile entre alcool, produits stupéfiants et déboires sentimentaux,,,,.

### Carrière
Elle débute tôt sa carrière d'actrice comme figurante à 4 ans dans le film Mayerling en 1968 puis 15 ans après fait sa percée au cinéma dans Le Grand carnaval d'Alexandre Arcady en 1983 puis avec le rôle de l'inspecteur Sabine Clément dans le film  de 1985 Parole de flic avec Alain Delon de José Pinheiro  et en 1987 avec le film d'Aldo Lado Scirocco.
Au début des années 1980, Fiona Gélin pose plusieurs fois pour le magazine de charme Lui et le magazine Playboy. Certaines des photos ont été réalisées par l'actrice et photographe Mireille Darc.
En 2006, elle est victime d'une pneumonie qui la plonge dix jours dans le coma.
En 2009, Fiona Gélin sort son premier album musical intitulé Passeport.
Le 21 juin 2018, elle apporte sa contribution au livre pour enfants Tatoublié de A à Z, écrit par Rom Juan et illustré par lui-même.
Au printemps 2019, Fiona Gélin commence la préparation d'un nouveau spectacle avec la metteur en scène Murièle Agherman, écrit par Loise de Jadaut et intitulé Re-belle. Automne 2019, Fiona tourne dans un court-métrage intitulé Un dernier souffle, réalisé par Jérémy Bellet, qui dénonce les discriminations et le harcèlement, avec au casting des amis proches du réalisateur : la comédienne Patricia Charpentier, Pascal Soetens (Pascal, le grand frère), Marie Chatelain ou encore Vincent Limas. Cette même année, Fiona est seule en scène et aborde l'univers du cinéma, ses rencontres, sa carrière artistique et son père Daniel Gélin.
Fiona Gélin fait découvrir, sur les scènes des festivals, les poèmes écrits par son père.
En 2020, elle sort la chanson Notre jeunesse en hommage aux victimes du Bataclan et enregistre en duo avec Richard Bauduin la chanson À toi de Joe Dassin.
Fiona Gélin est sur la scène de l'Alhambra le 6 mars 2022 pour un spectacle hommage à Daniel Gélin, intitulé À mon père.
En juillet 2022, elle poursuit son hommage aux festivals d'Avignon et des Voix Vives de Sète, Fiona Gélin.

### Activités bénévoles
Fiona Gélin donne des conférences sur le thème de la résilience et du burn out.
Fiona Gélin est ambassadrice de la République de Montmartre en qualité de députée depuis janvier 2019 ; elle parraine les associations : Paroles de Femmes, La Roue tourne, SOS Addictions, Eva Power, Violette Justice et la Ligue des droits de l'enfant.
Fiona a apporté son soutien au collectif du site Urbex Paradise grâce à son compte Twitter.

## Vie privée
En 1989, Fiona Gélin a un fils prénommé Milan avec l’acteur et metteur en scène Michel Albertini. Pendant un temps, elle est la compagne du créateur de mode et homme d’affaires Daniel Hechter. Le 19 octobre 2002, elle épouse à la mairie du 18e arrondissement de Paris Ubaldo Franceschini, un restaurateur d'art, dont elle divorce cinq ans plus tard.
En septembre 2016, elle fait son coming-out en révélant être bisexuelle lors d'une entrevue avec Ici Paris. Elle reconnaît néanmoins que les hommes ont une grande importance dans sa vie sentimentale, et se décrit comme romantique et sentimentale.
Depuis 2021, elle vit une relation amoureuse avec le producteur, chanteur et guitariste Richard Bauduin, également connu sous le nom de « ChardRy - L'homme à la guitare bleue »[réf. nécessaire].

## Filmographie

### Cinéma

#### Longs métrages
- 1968 : Mayerling de Terence Young : une enfant
- 1981 : Le Roi des cons de Claude Confortès
- 1983 : Le Grand carnaval d'Alexandre Arcady : Sylvette Landry
- 1984 : La Dernière escale (inachevé) d'Ali Borghini
- 1984 : Frankenstein 90 d'Alain Jessua : Élizabeth
- 1984 : Escalier C de Jean-Charles Tacchella : Vanessa
- 1985 : Parole de flic de José Pinheiro : Sabine Clément
- 1987 : Scirocco d'Aldo Lado : Léa
- 1987 : Septième Ciel de Jean-Louis Daniel : Vicky
- 1987 : Les Nouveaux tricheurs de Michaël Schock : Anne
- 1987 : Tant qu’il y aura des femmes, de Didier Kaminka : Élodie
- 1994 : Pushing the Limits de Thierry Donard : Fiona Gélin
- 1994 : Dieu que les femmes sont amoureuses de Magali Clément : Marylou

#### Courts métrages
- 1984 : Détective (bande-annonce) de Jean-Luc Godard : la femme
- 1988 : Super Fiona
- 1992 : Un simple oubli de Sandro Agénor
- 2013 : Interdit - de 16 de Cyril Monnier[14] : effaceuse
- 2019 : Uniquement sur rendez-vous (pastille internet)
- 2021 : Un dernier souffle de Jérémy Bellet : elle-même
- 2022 : Parking d'Axel Ransac

### Télévision
- 1981 : Cinéma 16 (série télévisée), épisode Une mère russe de Michel Mitrani
- 1982 : L'Esprit de famille (série télévisée) de Roland Bernard : Nicole
- 1982 : Médecins de nuit (série télévisée), saison 4, épisode 6 Quingaoshu d'Emmanuel Fonlladosa : l'infirmière Chaumont
- 1986 : Tout est dans la fin (téléfilm) de Jean Delannoy : Lucienne
- 1991 : Un privé au soleil (série télévisée), épisode Edition spéciale de Pierre Aknine : Nelly
- 1994 : Rocca (série télévisée), épisode Mortels rendez-vous de Paul Planchon : Julie Avranche
- 1994 : L’Homme de mes rêves (téléfilm) de Georges Lautner : Claudia
- 1995 : Alice boit du petit lait (téléfilm) de Jean-Pierre Richard : Marie-Jo
- 1995 : Un homme de cœur (téléfilm) de Paul Planchon :
- 2000 : Mathieu Corot (série télévisée), épisode L'Amour interdit de Pascale Dallet : Mathilde
- 2001 : H (série télévisée), saison 3, épisode 19 Une histoire de président d'Eric Lartigau
- 2002 : Madame le Consul (série télévisée), saison 1, épisode 8 Ordonnance mortelle de Jean Sagols : Sonia
- 2003 : Les Parents terribles (téléfilm) de Jean-Claude Brialy : Madeleine
- 2009 : SoeurThérèse.com (série télévisée), saison 1, épisode 18 Crime d'amour de Vincenzo Marano : Brigitte Ferran

### Clips
- 1986 : Palace Hôtel avec Michel Boujenah, Sophie Duez, Mathilda May, Vanessa Lhoste
- 1990 : Marie Jeanne avec Michel Sardou, Eddy Mitchell, Pierre Richard, Didier Barbelivien, Mireille Darc, Thierry Lhermitte, Cathy Andrieu.
- 2009 : Paris (Qu'est-ce que c'est beau)
- 2012 : Blagu'Ounet
- 2018 : Improvisation poétique (Tatoublié de A à Z)
- 2019 : Différente parce que... (Message vidéo pour les écoliers)
- 2021 : A ti, avec ChardRy

## Théâtre
- 1986 et 1991 : L'Homme prudent, de Carlo Goldoni, mise en scène G. Savoisien
- 1991 : Tromper n'est pas jouer, mise en scène Daniel Colas, Théâtre de la Michodière
- 2000 : Les Parents terribles de Jean Cocteau, mise en scène Jean-Claude Brialy
- 2001 : L'Année du bac de José-André Lacour, mise en scène Peter Muller, Théâtre Mouffetard, Bobino
- 2002 : Road to Nirvana d'Arthur L. Kopit, Théâtre du Grütli
- 2002 : Cet infini Jardin de Susana Lastreto, mise en scène de l'auteur, Théâtre 14 Jean-Marie Serreau, Théâtre International de Langue Française
- 2003 : La Femme d'un autre d'après Fiodor Dostoïevski, mise en scène Caroline Cohen, Sudden Théâtre, Alambic Comédie
- 2004 : Les Amazones de Jean-Marie Chevret, mise en scène Jean-Pierre Dravel et Olivier Macé, Théâtre Rive Gauche, Théâtre des Bouffes-Parisiens[15]
- 2008 : Les Monologues du vagin d'Eve Ensler, avec Maïmouna Gueye et Micheline Dax[16],[9]
- 2010 : Parfum d'Automne de Sandrine Le Mével Hussenet, mise en scène Jean-Christophe Zaphiratos, Théâtre Montmartre-Galabru, avec Jacques Francini[17], du 7 au 30 septembre 2010
- 2011 : Les Amazones de Jean-Marie Chevret, mise en scène Jean-Pierre Dravel et Olivier Macé, tournée
- 2018 : Le Chameau bleu de Pierre Sauvil, mise en scène Jean-Pierre Dravel, tournée
- 2018 : Les Frangines de Bruno Druart, mise en scène Jean-Philippe Azéma, tournée
- 2020 : Re-belle (one-woman-show)
- 2022 : Spectacle poétique "À mon père" en hommage à Daniel Gélin

## Publications
- Retour d'errance, Neuilly-sur-Seine, Éditions Michel Lafon, 2003, 238 p. (ISBN 2-84098-907-7)[1],[2],[3]
- Si fragile, Éditions l'Archipel, 2016, 254 p. (ISBN 978-2-8098-2029-4 et 2-8098-2029-5)[4],[7]
- Chronique des gens humbles (en cours d'écriture)[réf. nécessaire]

## Hommages

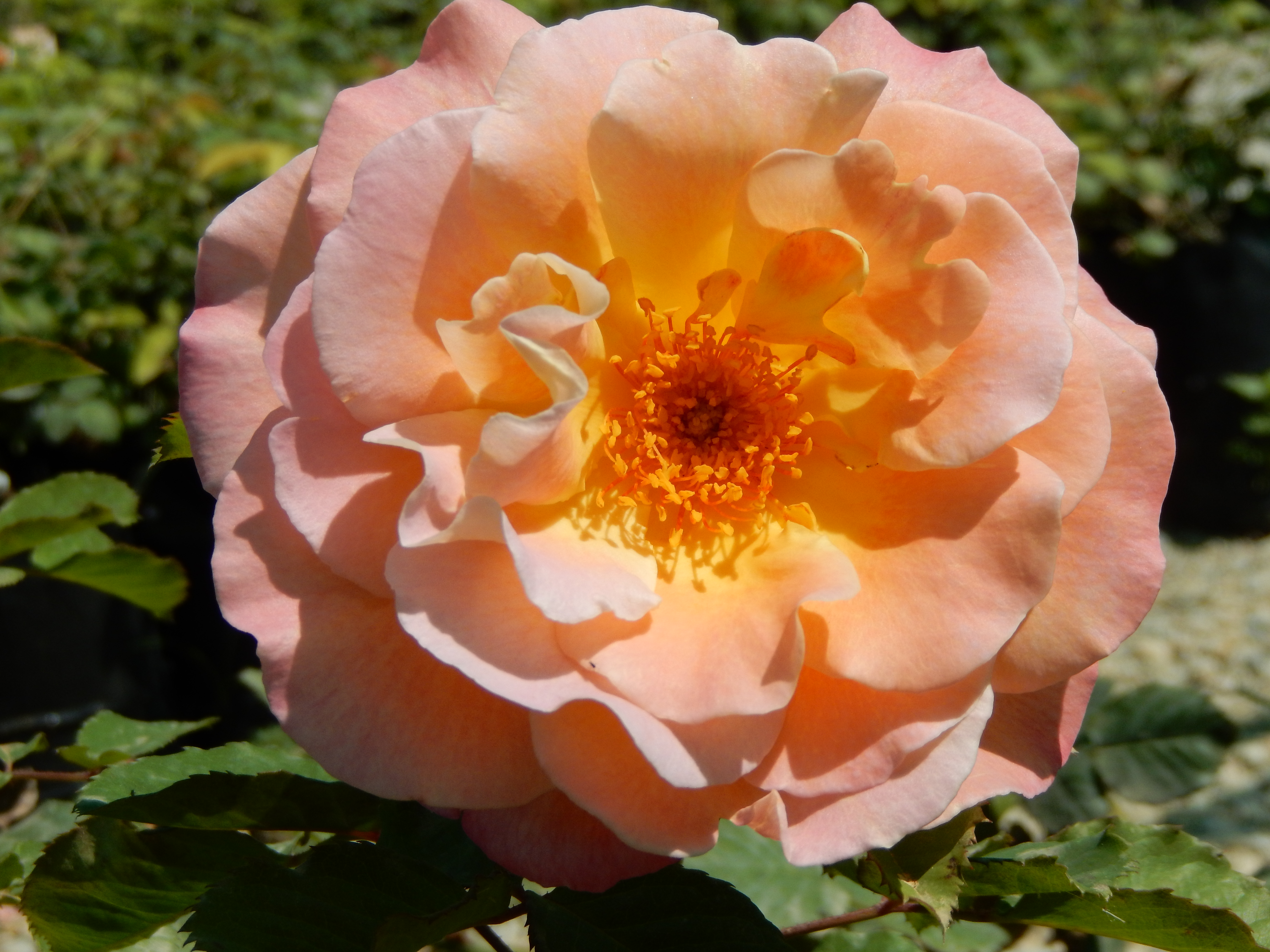
La rose 'Fiona Gélin'.

La rose 'Fiona Gélin' est créée en son honneur en 2006.